# アレクサンデル・フィリモノフ
アレクサンデル・フィリモノフ（Aleksandr Vladimirovich Filimonov、1973年10月15日 - ）は、ロシアの元サッカー選手。元ロシア代表。ポジションはゴールキーパー。

## 来歴
1998年にロシア代表デビュー。出場機会は無かったが、2002 FIFAワールドカップのメンバーにも選ばれた。ロシア代表で16試合に出場した。

## 代表歴

### 出場大会
- ロシア代表
  - 2002 FIFAワールドカップ

### 試合数
- 国際Aマッチ 16試合 0得点（1998年-2002年）[1]

| ロシア代表 | 国際Aマッチ | 国際Aマッチ |
| 年         | 出場        | 得点        |
| ---------- | ----------- | ----------- |
| 1998       | 4           | 0           |
| 1999       | 8           | 0           |
| 2000       | 1           | 0           |
| 2001       | 2           | 0           |
| 2002       | 1           | 0           |
| 通算       | 16          | 0           |